# Tronto
Il Tronto (Truentum e Truentus in latino, Trùndë in dialetto ascolano) è uno dei fiumi principali del versante Adriatico dell'Italia centrale. La sua lunghezza di 115 km  attraversa per la maggior parte del suo corso la regione Marche nella provincia di Ascoli Piceno, internandosi nel Parco nazionale dei Monti Sibillini ed in quello dei monti della Laga, ed anche il Lazio, nella provincia di Rieti e in Abruzzo in provincia di Teramo. 
Il suo bacino idrografico si estende su una superficie di 1192 km² e prende il nome di Valle del Tronto. Le acque alimentano varie centrali idroelettriche ed il noto acquedotto Pescara del Tronto che rifornisce la provincia di Ascoli Piceno e parte di quella di Fermo.

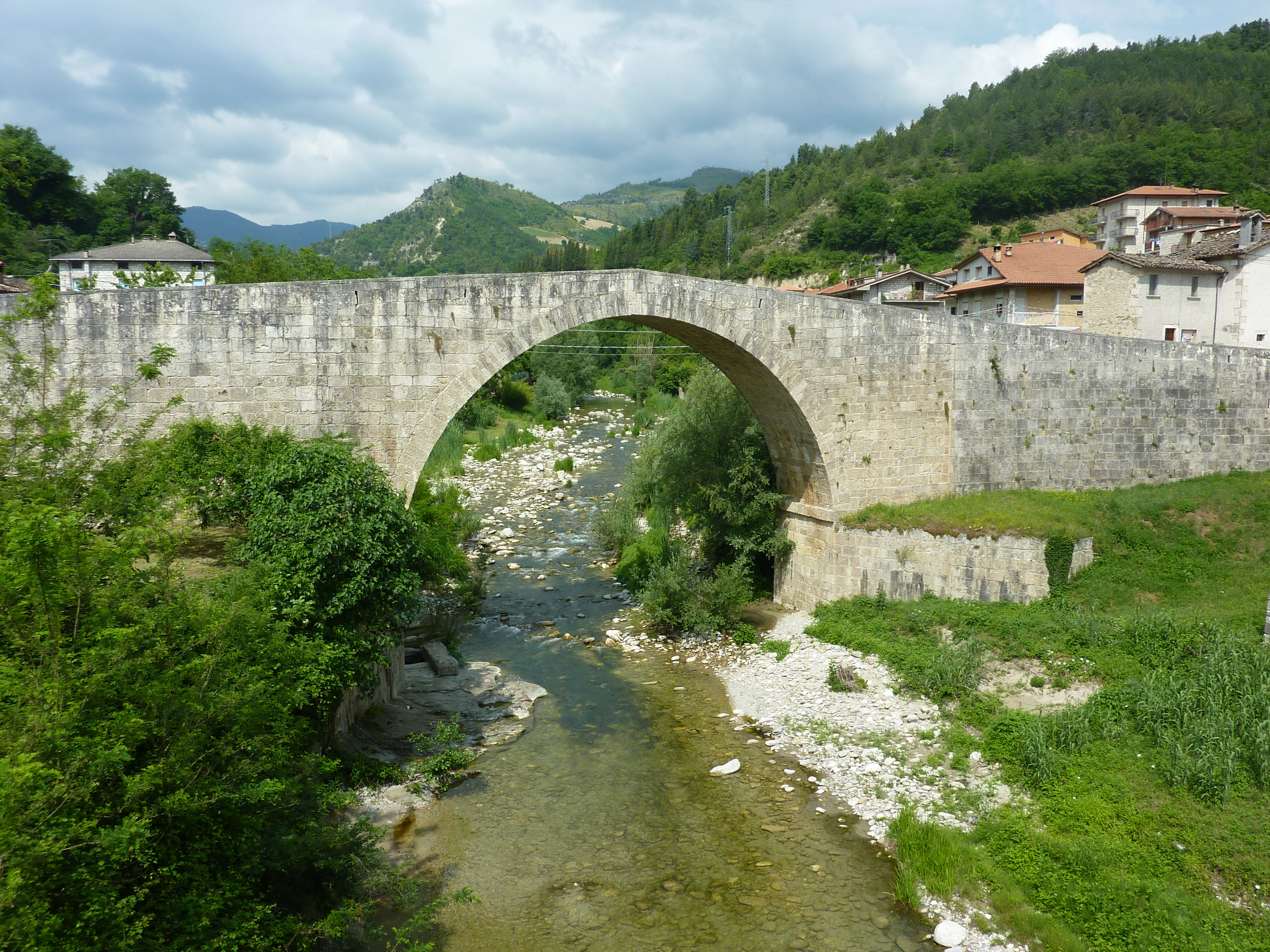
Il Tronto nei pressi di Ponte d'Arli frazione di Acquasanta Terme

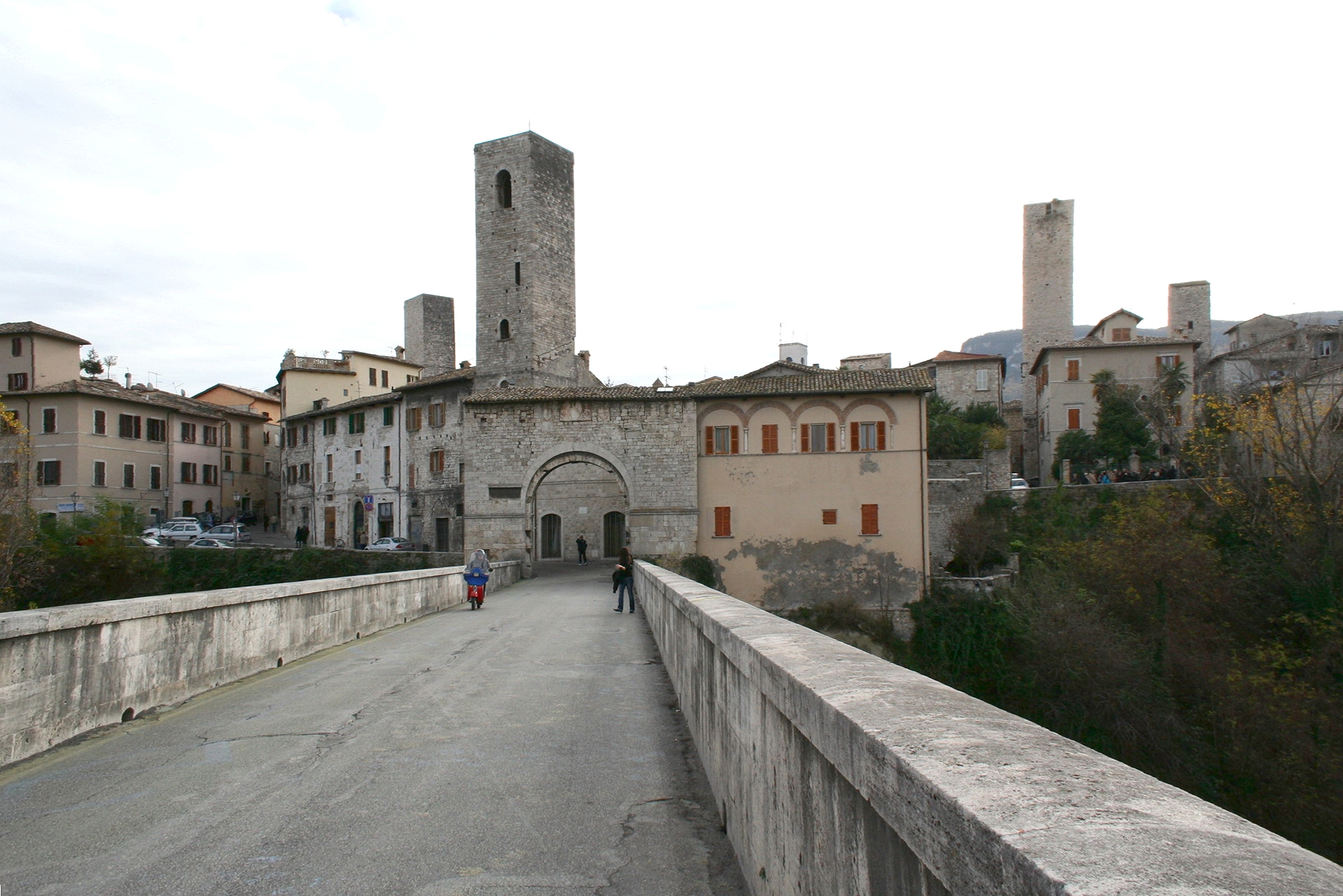
Il Ponte Romano di Solestà di Ascoli Piceno che attraversa il Tronto

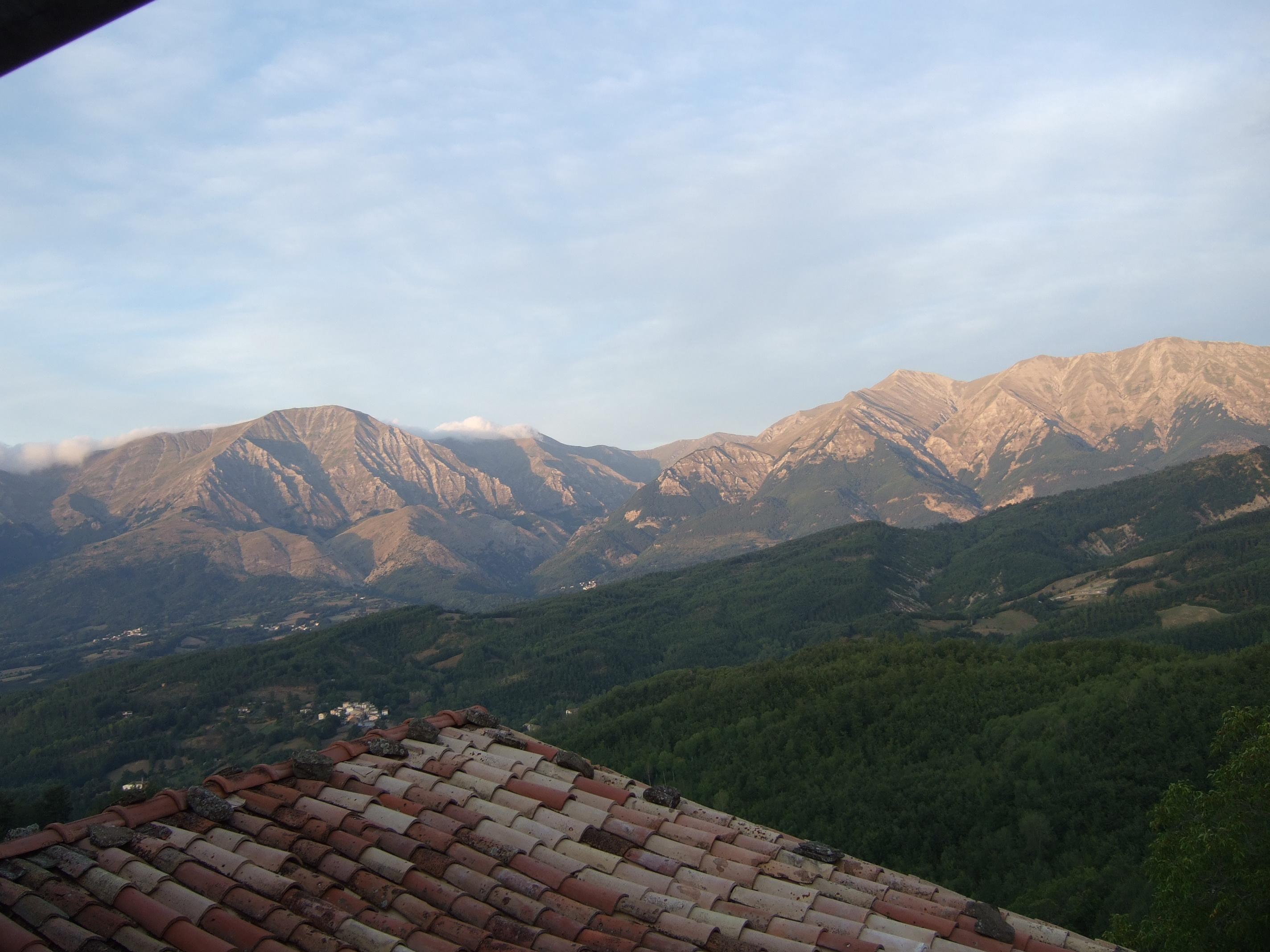
Versante occidentale dei Monti della Laga: a sinistra la Cima Lepri ed a destra il Monte Gorzano

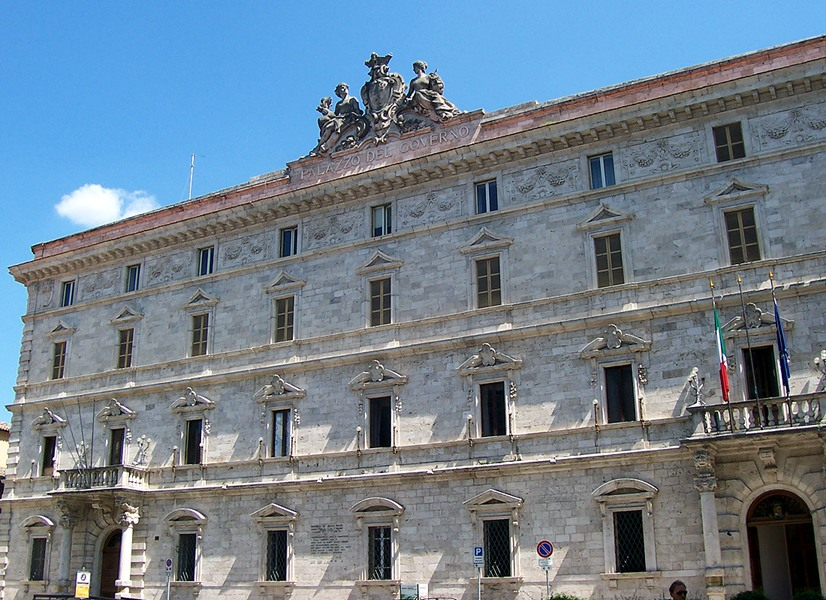
Nel gruppo scultoreo, scalpellato da Romolo del Gobbo, posto alla sommità centrale della facciata principale del Palazzo del Governo di Ascoli Piceno ci sono due grandi figure simboliche riferibili alle rappresentazioni dei fiumi Tronto e Castellano che attraversano la città.

## L'idronimo
Il nome del fiume, come riferisce Sebastiano Andreantonelli, nell'antichità è stato citato da Gaio Plinio Secondo, detto Plinio il Vecchio, come Truentum. Il geografo romano ha utilizzato il genere neutro, altri autori come Sebastian Münster lo hanno definito al maschile come Truentus. Flavio Biondo lo ha chiamato Troentum e Tolomeo Truentinon, mentre Domenico Mario Negro Truennus. Lo storico Leandro Alberti riporta che Strabone lo ha scritto Druentum. Nel Concordantiae Canonum, un vecchio codice della biblioteca apostolica vaticana, riportato nel VI Tomo degli Annales del cardinale Cesare Baronio, è stato menzionato come Droentinum: «Vitalem Episcopum Droentinum ex regione Picena». Giusto Lipsio, nel IV libro del Poliorceticon, lo ha letto Triuntum.
Giuseppe Castelli ascrive all'etimologia della scomposizione del nome Tru-entum il significato di corrente impetuosa. Egli prende spunto da Festo che ha interpretato le forme verbali truo, as e truans, antis nell'accezione di spostarsi o correre, verbi ricollegabili allo stesso significato che nella lingua sanscrita ha dru che vuol dire appunto correre, ed alla lingua greca in cui truo significa versare e dròmos vuol dire corsa. Ciò avvicina il nome di questo fiume a Druantia o Druentia, ossia all'attuale Durance, un corso d'acqua della Provenza cui Livio attribuisce la stessa interpretazione etimologica.
Sull'epigramma di una lapide ascolana, databile intorno al 433 d.C., si legge come Truen: «DIVS. M. F. M. ALLEN M. F. TR. MIL. VEL. CEN. CASTRO. TRVEN. T. F. FILEIS. VIVA. FE.» interpretato come: «(...) (Alleni)DIVS. M(arci). F(ilius). M. ALLEN(idius) M(arci). F(ilius). TR(ribunus). MIL(iltum). VEL(ina). CEN(turio). CASTRO. TRVEN(tino). T(iti). F(ilia). FILEIS. VIVA. FE(cit et sibi)» e tradotto: «(...) Allenidio, figlio di Marco, Marco Allenidio figlio di Marco, della tribù Velina, tribuno militare - della tribù Velina, centurione, di Castro Truentino, (…) figlia di Tito, da viva pose per i figli e per sé».
Giuseppe Marinelli si esprime sull'origine dell'idronimo e, attingendo da Plinio il Vecchio, riferisce che il fiume ha preso il nome dalla città di Truentum, l'attuale Martinsicuro, cittadina liburna attigua alla foce del corso d'acqua.

## Il percorso

### La sorgente
Il fiume nasce nel Lazio sul versante occidentale dei Monti della Laga, nel comune di Amatrice, in corrispondenza della Cima della Laghetta (2369 m), poco a sud del monte Gorzano, rilievo che appartiene al gruppo di Pizzo di Sevo ed alle cime che segnano il confine tra le regioni Abruzzo e Lazio. 
Subito dopo la sua origine riceve da destra l'apporto idrico del Fosso di Selva Grande, tra la Cima Lepri ed il monte Gorzano, e di altri fossi e valloni minori della Laga.
Nella zona delle sorgenti il bacino idrografico del Tronto è attiguo a quelli del Vomano (Lago di Campotosto) e dell'Aterno (altopiano di Montereale).

### Alta, media e bassa valle
Nel primo tratto del suo corso percorre verso nord la conca di Amatrice e riceve da sinistra le acque del torrente Scandarello e quelle di alcuni affluenti provenienti dai monti Prato e Pozzoni  della catena dei monti Reatini, al confine con l'Umbria. Quest'area del bacino del Tronto è separata a sud dalla valle del fiume Velino e dal Passo della Torrita.
Successivamente, proseguendo verso nord, taglia Accumoli per poi raccogliere le acque del torrente Chiarino, affluente di destra presso Colle d'Arquata, che scende dalla Macera della Morte marcando il confine tra Lazio e Marche. In seguito vira verso est ed entra nel territorio marchigiano di Arquata del Tronto dove riceve l'apporto delle acque dei monti Sibillini e si snoda per una gola rocciosa, stretta tra i monti della Laga a sud ed il massiccio del monte Ceresa a nord. Giunto nel comune di Acquasanta Terme acquisisce da destra le acque del Rio Garrafo, che nasce come Rio Volpara dal versante nord-orientale della Macera della Morte e raccoglie da sinistra le acque del monte Ceresa, comprese quelle che discendono dal fosso dell'Agore. Presso la frazione ascolana di Mozzano, confluisce da sinistra il torrente Fluvione che ha origine sotto la cima del monte Vettore, nel comune di Montegallo.
A questo punto il Tronto entra nel centro abitato della città di Ascoli Piceno, dove è raggiunto dal suo principale affluente, il Castellano, formando numerosi meandri. Poche centinaia di metri più a valle riceve anche il torrente Chiaro, proveniente dalle colline forcesi, in cui confluiscono le acque del monte Ascensione.
In seguito, la valle si allarga entrando nella zona collinare che degrada fino alla costa. Dal comune di Castel di Lama alla foce il fiume segna il confine tra le regioni Marche ed Abruzzo.

### La foce
Il percorso del fiume si conclude sfociando nel mare Adriatico tra i comuni di San Benedetto del Tronto e Martinsicuro.

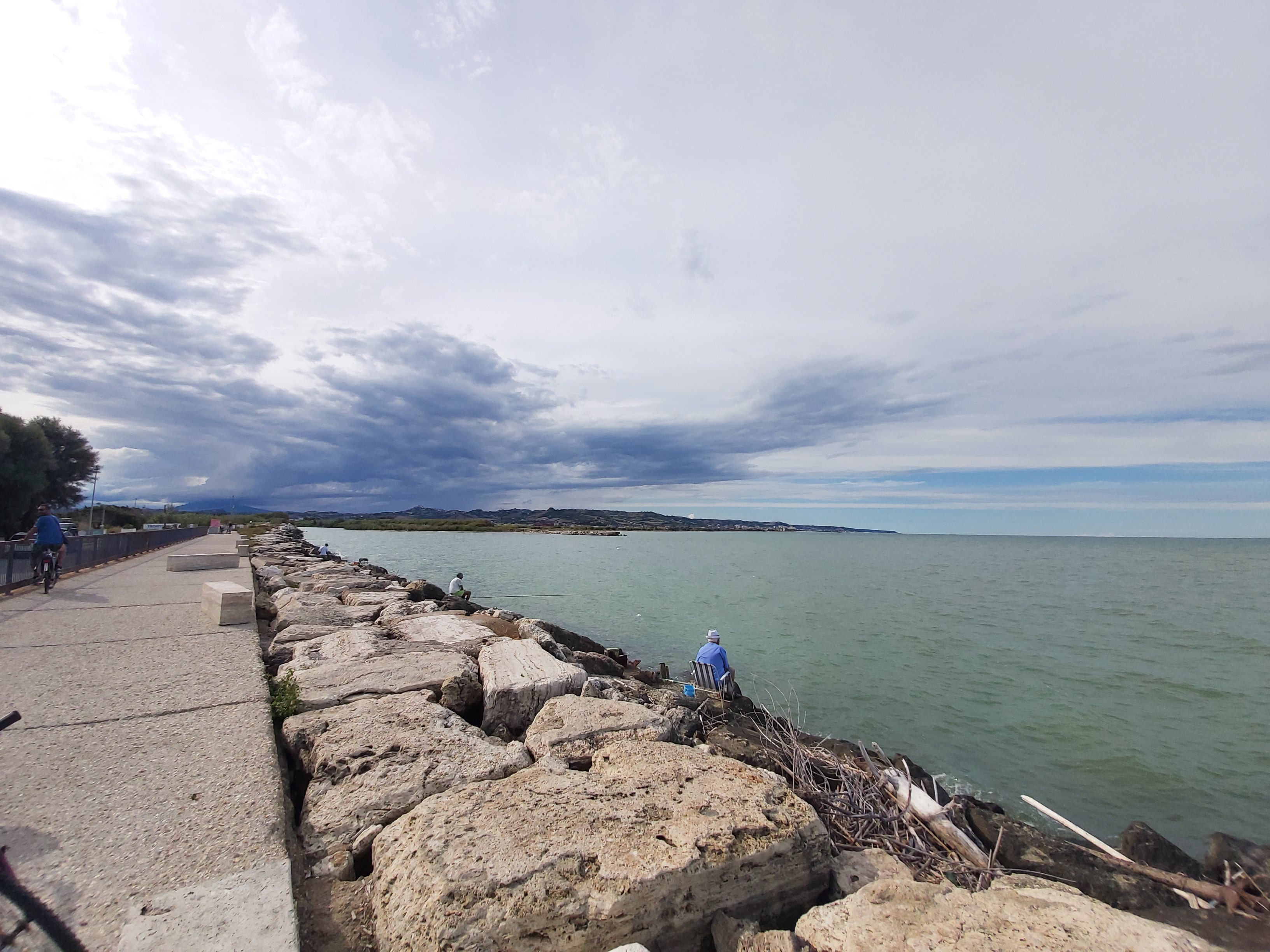
La foce del Tronto tra San Benedetto e Martinsicuro, vista dalla sponda abruzzese

## Regime idrologico
Il Tronto ha regime appenninico con forti piene nella stagione piovosa autunnale (anche di 1.500 m³/s) ed accentuate magre estive. Con un modulo medio di 17 m³/s è uno dei fiumi più ricchi d'acqua delle Marche grazie anche alla ricchezza dell'apporto idrico conferito dai monti della Laga dai quali scaturisce.

### Comuni bagnati
| Comune                   | Sponda   | Provincia     |
| ------------------------ | -------- | ------------- |
| Amatrice                 | Sinistra | Rieti         |
| Accumoli                 | Sinistra | Rieti         |
| Arquata del Tronto       | Sinistra | Ascoli Piceno |
| Acquasanta Terme         | Destra   | Ascoli Piceno |
| Ascoli Piceno            | Destra   | Ascoli Piceno |
| Maltignano               | Destra   | Ascoli Piceno |
| Sant'Egidio alla Vibrata | Destra   | Teramo        |
| Ancarano                 | Destra   | Teramo        |
| Colli del Tronto         | Sinistra | Ascoli Piceno |
| Controguerra             | Destra   | Teramo        |
| Spinetoli                | Sinistra | Ascoli Piceno |
| Monsampolo del Tronto    | Sinistra | Ascoli Piceno |
| Colonnella               | Destra   | Teramo        |
| Monteprandone            | Sinistra | Ascoli Piceno |
| Martinsicuro             | Destra   | Teramo        |
| San Benedetto del Tronto | Sinistra | Ascoli Piceno |

## Il Tronto nella storia e nella letteratura
Le fonti documentali attestano che il tratto orientale della Via Salaria, antica strada consolare che collegava Roma con il mare Adriatico, percorreva la valle del Tronto snodandosi affiancata all'alveo di questo fiume. 
Durante l'epoca napoleonica ha dato il nome al Dipartimento del Tronto che comprendeva le attuali province di Ascoli, Fermo e Macerata e il cui capoluogo era la città di Fermo.
Fino al risorgimento il fiume marcava, dopo aver attraversato la città di Ascoli, il confine di stato fra lo Stato della Chiesa e il Regno delle Due Sicilie.

### Il Porto di Druentum
La denominazione di Druentum, già trovata da Leandro Alberti negli scritti di Strabone, risulta identica a quella del porto letta dal Brunetti nei documenti di un privilegio accordato alla città di Fermo nell'anno 1242. L'antico approdo aveva il nome di questo fiume ed era stato ricostruito gli ascolani. In tempi successivi acquisirà il nome di Porto d'Ascoli, ma a causa dell'insabbiamento e delle devastazioni di età barbarica risulterà inservibile. Nell'anno 1211, dopo la concessione della dominazione sul litorale adriaco alla città di Fermo da parte di Ottone IV di Brunswick, si rinvigorirono le vecchie ostilità tra ascolani e fermani che hanno provocato i contrasti, storicamente noti, come la Guerra tra Ascoli e Fermo. La città di Ascoli, pochi anni più tardi, ha ottenuto da Federico II di Svevia il diritto di possedere un porto presso la foce del fiume. La sua costruzione è stata realizzata tra il 1245 ed il 1248, con l'edificazione anche di una rocca. I Fermani, al contempo, hanno continuato a recare disturbo agli ascolani fino al punto di chiedere al papa Giovanni XXII la chiusura del porto che stava avendo un rilevante incremento commerciale.  Con la bolla emanata il 13 maggio 1323, la città di Ascoli ha ottenuto il diritto alla conservazione ed alla padronanza del porto, ampliandolo e rafforzandolo con le costruzioni di un sistema fortificato fino a divenire un vero e proprio castello che ha preso il nome di Castrum Truentinum.  Nel 1348 Gentile da Mogliano, già eletto come capitano generale fermano, con i suoi armati ha aggredito il porto provocando 40 morti, prendendo molti prigionieri, abbattendo le opere fortificate e ricavando dall'assalto anche un consistente bottino. Quest'azione ha indotto gli ascolani al contrattacco e, con a capo il condottiero Galeotto I Malatesta, hanno combattuto e vinto contro i fermani vicino alla cittadina di San Severino. Le due fazioni contrapposte hanno perdurato anche negli avvenire in ulteriori scontri fino al 1351, quando a Rimini è stata conclusa e firmata la pace tra le due città. Con questo trattato  è stato attribuito il possesso del porto agli ascolani.

## Il Tronto nella letteratura
Il nome del fiume è riportato da Cecco d'Ascoli nel testo del XVI capitolo del II Libro dell'Acerba, diffusamente noto per le parole con cui inizia la descrizione della città di Ascoli cui il poeta dedica il verso: «O bel paese con li dolci colli, / Perhè non conoscisti, o genti  acerbe. / Con l'atti avari invidiosi e folli?» L'autore prosegue e, dopo alcuni endecasillabi, cita questo fiume scrivendo: «Da voi l'invidia serà lontana, / quando al ponente retornerà Tronto / E castellano de terra esculana». 
Dante Alighieri lo cita nell'VIII canto del Paradiso della Divina Commedia. Il sommo poeta lo menziona dopo aver incontrato Carlo Martello d'Angiò, re d'Ungheria, deceduto in giovane età dopo soli 5 anni dalla sua nomina al trono quale successore di Ladislao IV. La prematura scomparsa non ha consentito al monarca di prendere possesso dei territori francesi ed italiani che rientravano nel suo dominio dove il Tronto segnava il confine settentrionale del versante adriatico dei suoi possedimenti.  
«quel corno d'Ausonia che s'imborga / di Bari e di Gaeta e di Catona, / da ove Tronto e Verde in mare sgorga.»
Giovanni Boccaccio indica il nome del corso d'acqua nella sua opera intitolata De Fluminibus scrivendo: «Viridis fluvius a Picenatibus dividens Aprutinos et in Truentum cadens» ossia: «il fiume Verde che divide il Piceno dall'Abruzzo e si getta nel Tronto».